# Семур
Сему́р (индон. semur) — группа блюд индонезийской кухни, объединённая общим способом кулинарной обработки: тушением в разбавленном водой соевом соусе с добавлением различных специй и пряностей. Пользуется значительной популярностью в различных регионах страны, имеет некоторое распространение за её пределами.
Для приготовления подобного кушанья могут используются различные продукты животного происхождения и, реже, продукты растительного происхождения. Чаще всего основой семура служат говядина или курятина.

## Происхождение и распространение

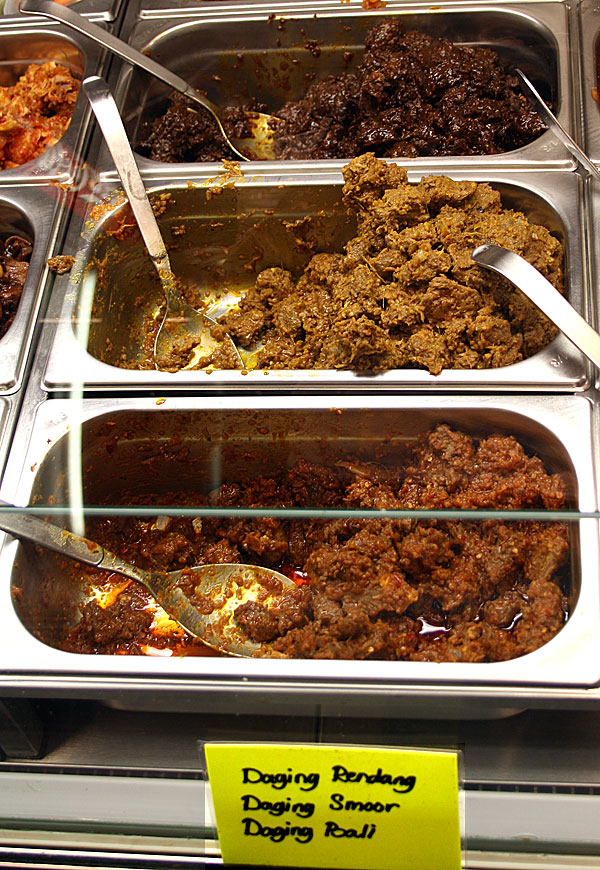
Мясные блюда в индонезийском ресторане в Нидерландах: семур в центре. Сверху — ренданг, внизу — мясо по-балийски, тушёное с цимбопогоном

Практика тушения продуктов в соевом соусе была перенята индонезийцами из китайской кухни. Вместе с тем, если изначальная китайская рецептура предусматривала использование в этих целях преимущественно обычного, солёного соевого соуса, то на индонезийской почве он был заменен более популярным здесь сладким соевым соусом, который приготовляется с использованием пальмового сахара и отличается от солёного не только вкусом, но и значительно более густой консистенцией. Кроме того, более разнообразным стал набор специй и пряностей, используемых при приготовлении таких блюд.
При этом в названии данной группы блюд прослеживается уже европейское влияние: слово «сему́р» является искажением нидерландского глагола «тушить» — «смо́рен» (нидерл. smoren), который в форме первого лица звучит как «смо́ор» (нидерл. smoor). Это связано с тем, что кушанья, тушёные в соевом соусе со специями умеренной остроты, полюбились нидерландским колонизаторам в период их господства в Индонезии, и вошли в практику сложившейся в их среде особой кухни, сочетавшей как туземные, так и европейские элементы, которая получила название «ост-индской». Так, например, в сборнике рецептов ост-индской кухни, изданном в 1902 году в Семаранге, фигурировало шесть видов семура.
Благодаря тому, что ост-индская кухня со временем получила значительное распространение в самих Нидерландах и сохранилась там даже после обретения Индонезией независимости, семур по сей день пользуется известной популярностью в этой стране. Там это кушанье готовится в многочисленных индонезийских ресторанах, а также в семьях, имеющих индонезийские корни, и часто служит одной из главных составляющих рийстафеля — комплексного обеда из нескольких поданных одновременно блюд. Более того, семур, как и некоторые другие блюда индонезийской кухни, получил определённое распространение в других странах, бывших в различный период владениями Нидерландов, на территорию которых колонизаторы ввозили рабочую силу из Индонезии — например, в Суринаме.
В самой Индонезии семур пользуется весьма значительной популярностью почти во всех регионах — от северо-западной оконечности Суматры до Молуккских островов.

## Приготовление и разновидности

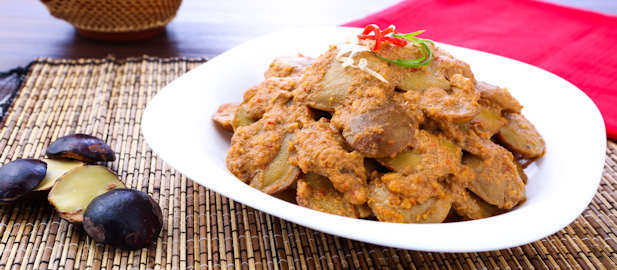
Семур из плодов дерева Archidendron pauciflorum — кулинарный специалитет Джакарты

Семур может готовиться из самого широкого спектра продуктов животного происхождения: различных видов мяса, птицы, субпродуктов, рыбы, морепродуктов, варёных яиц. Чаще всего основой этих блюд служат говядина и курятина, в то время как свинина, с учётом принадлежности большинства индонезийцев к мусульманской вере, используется исключительно редко. Семуры из рыбы и морепродуктов традиционно пользуются популярностью в прибрежных районах. Несколько реже, чем животные продукты, для этих блюд используются продукты растительного происхождения: некоторые овощи и фрукты, тофу и темпе.
Семур часто бывает однокомпонентным, но многие рецепты предусматривают смешение двух или даже трёх основных продуктов: например, мяса или птицы с картофелем и репчатым луком, картофеля с тофу. Мясо, субпродукты, птица и рыба больших размеров для семура обычно нарезаются кускам среднего размера, тогда как морепродукты, мелкая рыба и яйца готовятся целиком. Продукты животного происхождения обычно сначала отвариваются до полуготовности, затем обжариваются в растительном масле с определённым набором специй. В последний чаще всего входят чеснок, лук-шалот, чёрный перец, мускатный орех, корица, кориандр, лумбанг, гвоздика, имбирь, листья сизигиума многоцветкового и лайма. Кроме того, на этой стадии приготовления в блюдо нередко добавляются сладкий соевый соус, пальмовый сахар и креветочная паста.
После этого в кастрюле или воке заготовка заливается смесью сладкого соевого соуса с водой и тушится на медленном огне до выкипания всей или, по крайней мере, большей части жидкости. В процессе тушения, который продолжается, как правило, не менее полутора часов, в блюдо могут добавляться дополнительные специи и пряности, различная зелень, томатная паста или кусочки помидора. В готовом виде семур представляет собой подобие европейского рагу, с той разницей, что продукты в нём нарезаны значительно более крупными кусками, нежели в рагу.
Семур принципиально отличается от других популярных тушёных блюд индонезийской кухни — ренданга и гулая , для тушения которых используется не соевый соус, а кокосовое молоко. Кроме того, ренданги и гулаи, являющиеся изобретениями падангской кухни, обильно приправляются перцем чили, тогда как в семурах эта специя обычно либо не используется вовсе, либо используется весьма умеренно, в результате чего бо́льшая часть блюд этой группы имеет не столько острый, сколько сладковато-пряный вкус.
В различных регионах Индонезии практикуется приготовление десятков видов семура, отличающихся друг от друга как по исходному продукту, так и по набору приправ. Особым разнообразием этих блюд отличается Ява, где те или иные виды семура являются специалитетами определённых городов или местностей. Так, Джакарта считается родиной семура из плодов дерева Archidendron pauciflorum, Пурвокерто — из целующегося гурами, Чианджур — из говяжьего языка, Вонособо — из тофу, а во многих районах Западной Явы популярен семур из баклажанов, в котором соевый соус разводится говяжьим бульоном. На острове Тернате готовят семур из говядины, предварительно проваренной с уксусом, соус которого загущается кукурузной мукой. В Ачехе — из говядины с картофелем и помидорами, обильно приправляя соус кардамоном и гвоздикой. В Манадо, где абсолютное большинство населения составляют христиане, — из свинины, добавляя в соус лаймовый сок. В Самаринде в куриный семур принято добавлять фунчозу.

## Подача и употребление
Семур является популярным кушаньем как в домашней кухне, так и в заведениях общественного питания — прежде всего, в традиционных индонезийских харчевнях. Он подаётся как основное блюдо, как правило, в горячем виде. В различных местностях существуют особые традиции сервировки семура. Так, в Самаринде это кушанье особенно часто едят на завтрак, причем мясной семур принято подавать с наси-горенг, ачаром и крупуком, а куриный — с варёным рисом, окрашенным в жёлтый цвет с помощью куркумы. В Палембанге к мясному семуру в качестве гарнира обычно подают кусочки ананаса, политые самбалом — пастой из красного перца.
Во многих районах Индонезии определённые виды семура принято подавать в ходе застолья, приуроченного к мусульманскому празднику Ураза-байрам, который в этой стране именуется «Идуль-Фи́три» (индон. Idul Fitri). Так, в Джакарте подобным праздничным блюдом чаще всего служит семур из буйволятины, в Палембанге — говяжий. За такими трапезами к семуру традиционно подаются кетупаты — брикеты  риса, сваренного в оплётке из пальмового листа.